# Louise, regină a Danemarcei și Norvegiei
Louise a Marii Britanii (7 decembrie 1724 – 19 decembrie 1751) a fost cel mai mic copil al regelui George al II-lea al Marii Britanii și a reginei Carolina de Ansbach și regină a Danemarcei și Norvegiei prin căsătoria cu Frederic al V-lea al Danemarcei.

## Familie
Prințesa Louise a fost a cincea fiică și cel mai mic copil din cei opt ai lui George, Prinț de Wales și a Carolinei de Ansbach; s-a născut la 7 decembrie 1724, la Casa Leicester din Londra. A fost botezată la 22 decembrie.
La 11 iunie 1727, când Louise avea doi ani, bunicul ei, George I, a murit, iar tatăl ei a devenit regele George al II-lea. 

## Căsătorie

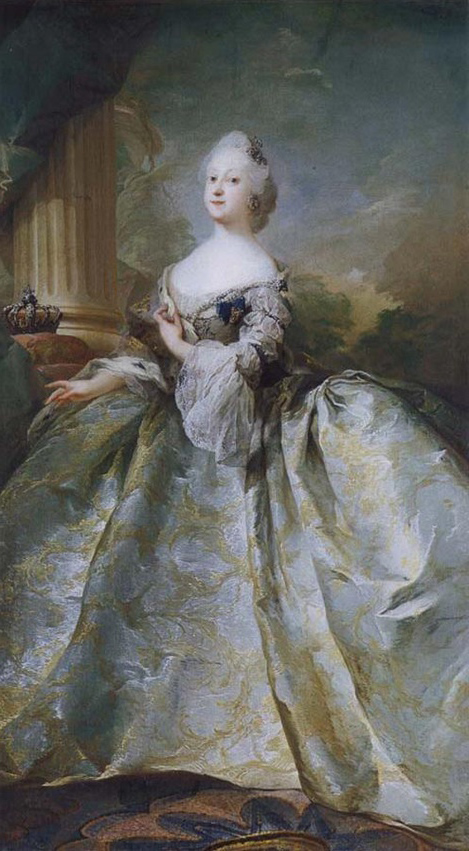
Portret al Louisei a Marii Britanii de Carl Gustaf Pilo

S-a căsătorit cu Prințul Frederick al Danemarcei și Norvegiei la 11 decembrie 1743 la Altona, Holstein și a devenit Prințesa Frederick a danemarcei și Norvegiei. Cuplul a avut cinci copii, dintre care unul nu a ajuns la maturitate. Deși căsătoria a fost aranjată, cuplul s-a înțeles bine. Frederick s-a simțit confortabil cu ea iar Louise a pretins că nu observă adulterul.
Când soțul ei a urcat pe tron, la 6 august 1746, ca Frederick al V-lea, ea a devenit regină a Danemarcei și Norvegiei.
Regina Louise a fost foarte populară în Danemarca; se estimează că popularitatea ei a întrecut popularitatea soțului ei. Interesată de muzică, dans și teatru, ea a dat curții regale un ritm mai plăcut spre deosebire de strictețea religioasă impusă de socrii ei. În 1747, ea a aranjat ca opera italiană a companiei Pietro Mingotti să cânte pe scena teatrului curții regale iar în 1748 francezul Du Londel Troupe a fost invitat pentru performanțele sale dramatice. A fost foarte apreciată pentru eforturile ei de a vorbi limba daneza într-un timp în care la curtea daneză se vorbea în principal în germană. A fost descrisă ca fiind bine educată și o bună interlocutoare, fără a fi frumoasă însă foarte demnă. A murit în urma unor complicații după un avort spontan.

### Copii
- Prințul Christian (7 iulie 1745 - 3 iunie 1747)
- Prințesa Sofia Magdalena (3 iulie 1746 - 21 august 1813); s-a căsătorit în 1766 cu Gustav al III-lea, rege al Suediei; au avut copii
- Prințesa Wilhelmina Caroline (10 iulie 1747 - 19 ianuarie 1820); s-a căsătorit în 1763 cu Wilhelm I, Elector de Hesse; au avut copii
- Prințul Christian (29 ianuarie 1749 - 13 martie 1808); a devenit regele Christian al VII-lea al Danemarcei; s-a căsătorit cu Caroline Matilda de Wales; au avut copii
- Prințesa Louise (30 ianuarie 1750 - 12 ianuarie 1831); s-a căsătorit în 1766 cu Charles de Hesse-Kassel; au avut copii